# UNICRI
Das UN-Institut für interregionale Kriminalitäts- und Justizforschung (UNICRI) ist eines der fünf United Nations Forschungs- und Trainingsinstitute der Vereinten Nationen. Es wurde 1968 gegründet, um die internationale Gemeinschaft bei der Formulierung und Implementierung zuverlässiger Verfahren zu unterstützen im Umgang mit der Prävention und der juristischen Aufarbeitung von Verbrechen.

## Geschichte
1965 legte der  Wirtschafts- und Sozialrat der Vereinten Nationen (ECOSOC) in der Resolution 1086 B (XXXIX) die organisatorischen Voraussetzungen für UN-Programme zur sozialen Verteidigung fest. 1967 veröffentlichte der UN-Generalsekretär U Thant das Bulletin ST/SGB/134 zur Gründung des United Nations Social Defence Research Institute (UNSDRI). Aufgabe sollte die Verbesserung von Prävention und Kontrolle sowohl von Jugend- wie Erwachsenenkriminalität durch Forschung und technische Unterstützung sein. 1968 schlossen die Vereinten Nationen und die italienische Regierung eine Vereinbarung für die Gründung des UNSDRI-Hauptquartier in Rom, im Folgejahr wurde das Institut durch den UN-Generalsekretär offiziell eröffnet.
1989 wurde das Institut durch die ECOSOC-Resolution No. 1989/56 in UN-Institut für interregionale Kriminalitäts- und Justizforschung (UNICRI) umbenannt. Sein Mandat wurde entsprechend deutlich ausgeweitet. Das UNICRI verlegte im Jahr 2000 sein Hauptquartier von Rom nach Turin. Zweigstellen bestehen weiter in Rom und Genf, Büros gibt es weltweit.
Das UNICRI wird von einem Kuratorium von Experten geführt, an der Spitze des Instituts steht seit 2020 Antonia Marie De Meo als Direktorin.

## Ziele und Aufgaben
Das UNICRI führt Programme zur Forschung, Ausbildung und technischen Kooperation durch, um Regierungen und die internationale Gemeinschaft bei der Abwehr von Gefahren zu unterstützen, die von Kriminalität für den sozialen Frieden, die Entwicklung und die politische Stabilität ausgehen. Die Entwicklung gerechter und effizienter Justizsysteme soll unterstützt werden.
Das Institut unterstützt die Formulierung und die Einführung bewährter Strategien auf dem Gebiet der Verbrechensprävention und der Justiz, die Förderung nationaler Eigenständigkeit und die Entwicklung leistungsfähiger Institutionen. Das Institut arbeitet an einem umfassenden Verständnis von Kriminalität mit Betonung der Bedeutung internationaler Instrumente und Standards. Es fördert den Austausch und die Verbreitung von Informationen, Kooperationen bei der Durchsetzung von internationalem Recht und internationaler juristischer Zusammenarbeit.
Das UNICRI orientiert seine Aktivitäten an den festgestellten Bedürfnissen der Mitgliedsstaaten. Die jährlich tagende Kommission für Verbrechensprävention und Justiz legt die Prioritäten fest, an denen sich die Programme orientieren. Aktuell sind das unter anderem die organisierte Kriminalität, Justizreform, Kriminalität von Jugendlichen, Terrorismusbekämpfung, Sicherheit bei Großveranstaltungen, internationales Strafrecht, Korruption, Menschenhandel, Opferschutz, Fälschungen, Computerkriminalität, Umweltkriminalität und Drogenkriminalität.
Das Institut betont immer wieder die Bedeutung von enger internationaler und interregionaler Zusammenarbeit und befördert die Verbreitung von Informationen und Erfahrungen auf allen Ebenen.

## Aktivitäten
Die Programme des UNICRI zur Angewandten Forschung haben drei Schwerpunkte:
- Neue Formen von Kriminalität
- Sicherheitsmanagement und Terrorismusabwehr
- Training und Weiterbildung

### Neue Formen von Kriminalität
Der Abteilung  für neue Formen von Kriminalität (Emerging Crimes) stellt sich als zentrale Aufgabe, die Auswirkungen neuer oder in neuer Gestalt auftretender Kriminalitätsformen wie Menschenhandel, Korruption, Umweltkriminalität und Cyberkriminalität einzudämmen. Der Schutz besonders durch Kriminalität gefährdeter Gruppen wie Frauen und Minderjährige steht dabei im Vordergrund. Weitere Schwerpunkte sind die Vermeidung des Abdriftens von Jugendlichen in die Kriminalität und der Kampf gegen Markenpiraterie im Interesse der Verbraucher wie auch der legitimen Hersteller und Händler.

### Sicherheitsmanagement und Terrorismusabwehr
In diesem Bereich stehen die Prävention von Terrorismus, Sicherheitskonzepte für Großereignisse, der Schutz besonders verletzlicher Ziele, die Prävention von Radikalisierung und die Verhinderung von illegaler Verbreitung von chemischen, biologischen und radioaktivem Materialien im Vordergrund. Alle Aktivitäten sind darauf ausgerichtet, den Mitgliedsstaaten ein umfassendes Bündel an effektiven Strategien anbieten zu können, um Terrorakte zu verhüten und die institutionellen Fähigkeiten durch effektives Sicherheitsmanagement bei strikter Einhaltung von Rechtsstaatlichkeit und Respektierung der Menschenrechte zu erhöhen.
Das UNICRI arbeitet mit vielen anderen Institutionen der Vereinten Nationen und anderen internationalen wie regionalen Organisationen zusammen, um gut koordinierte Maßnahmenpakete anbieten zu können. Das UNICRI ist Mitglied der UN-Task-Force zur Implementierung von Terrorismusabwehr (CTITF), deren Aufgabe die Umsetzung der 2006 veröffentlichten UN-Terrorismusabwehr-Strategie ist. Im Rahmen der CTITF leitet das Institut zwei Arbeitsgruppen. Die erste dient dem Ziel, den Schutz besonders verletzlicher Ziele zu verbessern, die zweite beschäftigt sich mit den Voraussetzungen, die im Zusammenhang von Radikalisierung und Extremismus zu Terrorismus führen.

### Training und Weiterbildung
Aus seiner Verpflichtung heraus, Staaten der ganzen Welt verfügbar zu machen, bietet das UNICRI viele Trainingsprogramme und Bildungsgänge an. Es unterhält Partnerschaften zu vielen Universitäten und Bildungseinrichtungen. So bietet es einen Masterstudiengang für internationale Kriminologie und Justiz an (LL.M.) und in einer International Summer School on Migration werden Herausforderungen und Chancen moderner Wanderungsbewegungen diskutiert.
Ein Schwerpunkt der Arbeit liegt in Bildungsprogrammen für Entwicklungsländer sowohl für den akademischen als auch für den außeruniversitären Bereich. Das UNICRI bietet auf Anfrage von Mitgliedsstaaten auch spezielle Trainingsprogramme für Justizpersonal an.

### UNICRI Documentation Centre
Das Dokumentationszentrum des UNICRI stellt Forschern und Praktikern der ganzen Welt ein umfangreiches Archiv zur Verfügung. Das Angebot umfasst mehr als 20.000 Monographien, 1.250 Zeitschriften und Jahrbücher, unzählige Multimediaangebote und riesige Datenbanken, die online zur Verfügung stehen.

## Finanzierung
Das UNICRI wird vollständig durch freiwillige Beiträge finanziert und erhält keinerlei Mittel aus dem regulären Budget der Vereinten Nationen. Dadurch hat es eine inhaltliche Unabhängigkeit bei der Auswahl seiner Programme. Die Unterstützung kommt von einzelnen Staaten, internationalen und regionalen Organisationen, Wohltätigkeitsorganisationen und Stiftungen.

## Nachweise
1. ↑  http://www.unicri.it/unicri-director-antonia-marie-de-meo
2. ↑  http://www.unicri.it/institute/about_unicri/history/ abgerufen am 28. Mai 2019
3. ↑  Archivierte Kopie (Memento des Originals vom 16. Oktober 2012 im Internet Archive)  Info: Der Archivlink wurde automatisch eingesetzt und noch nicht geprüft. Bitte prüfe Original- und Archivlink gemäß Anleitung und entferne dann diesen Hinweis. abgerufen am 28. Mai 2019
4. ↑  http://www.unicri.it/services/education_training/postgraduate/specialized_training/ abgerufen am 30. Mai 2019
5. ↑  http://www.unicri.it/topics/ abgerufen am 30. Mai 2019
6. ↑  http://unicri.it/services/education_training/postgraduate/llm/ abgerufen am 30. Mai 2019
7. ↑  http://www.unicri.it/services/education_training/postgraduate/migration_human_rights/ abgerufen am 30. Mai 2019
8. ↑  UNICRI. Archiviert vom Original am 22. Januar 2013; abgerufen am 30. Mai 2019 (englisch).  Info: Der Archivlink wurde automatisch eingesetzt und noch nicht geprüft. Bitte prüfe Original- und Archivlink gemäß Anleitung und entferne dann diesen Hinweis.
9. ↑  http://www.unicri.it/services/library_documentation/ abgerufen am 30. Mai 2019